# 사디의 묘

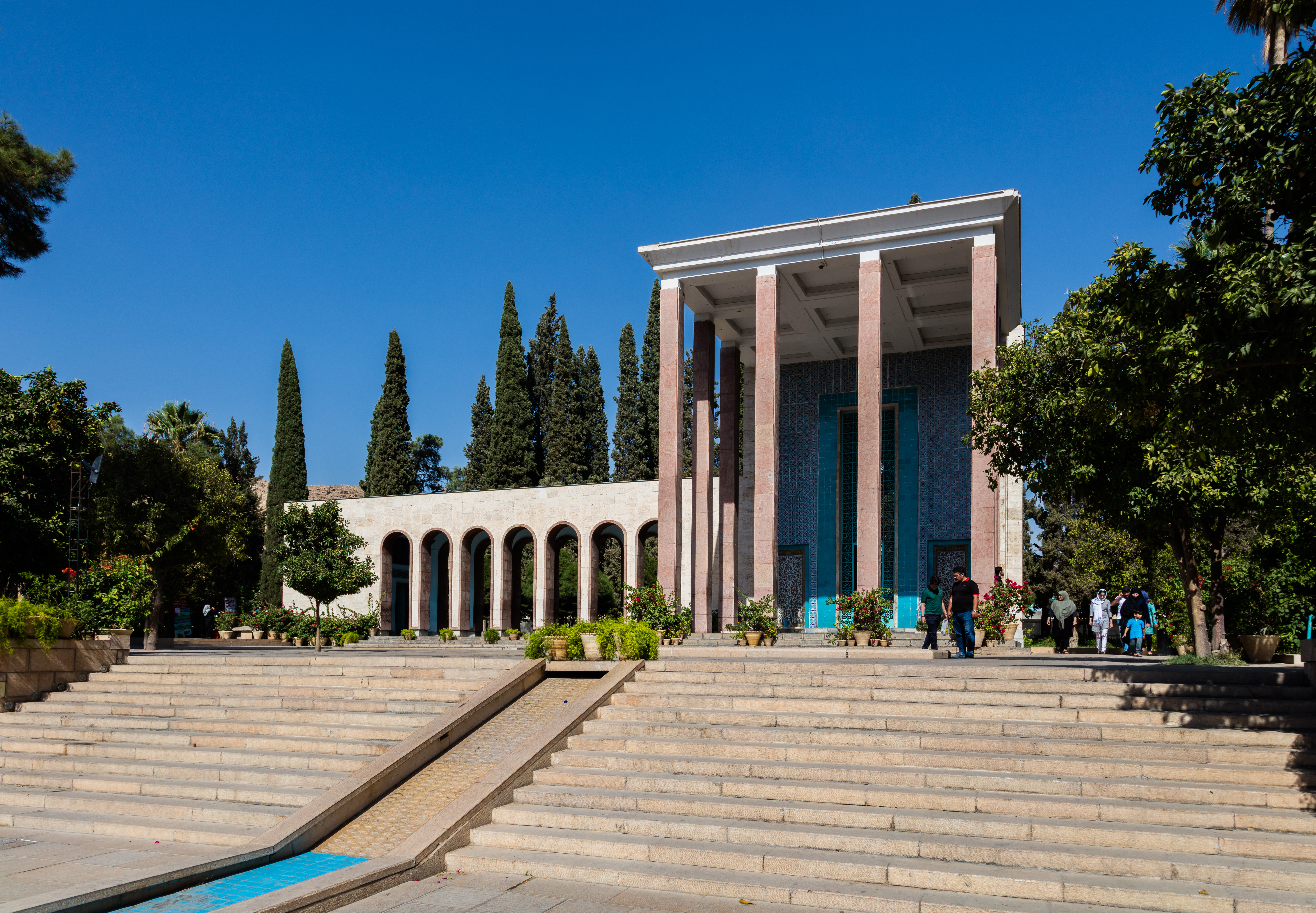

사디의 묘(Saadi’s Tomb, Tomb of Saadi)는 ‘장미정원(Gulistan)’이란 시집을 내었고 서정시의 대가로 알려진 이란의 문학 거장 사디의 묘가 있는 사당이다. 사디는 1291년 100살의 나이로 숨을 거뒀는데 1860년에 만들어진 대리석묘로 이 사당은 시내 외곽에 있어 휴일을 제외하고 조용한 편이다.

## 사진

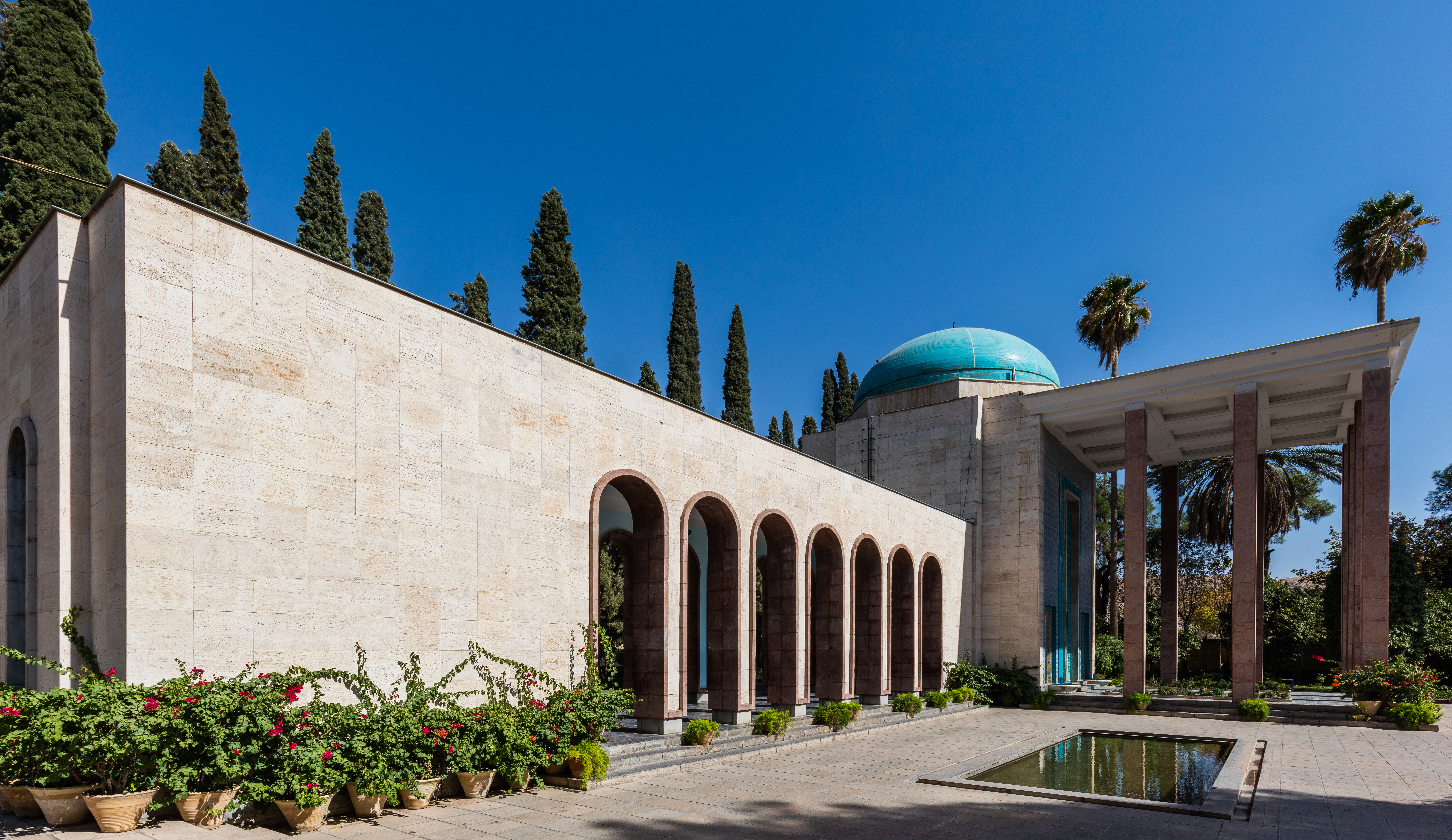
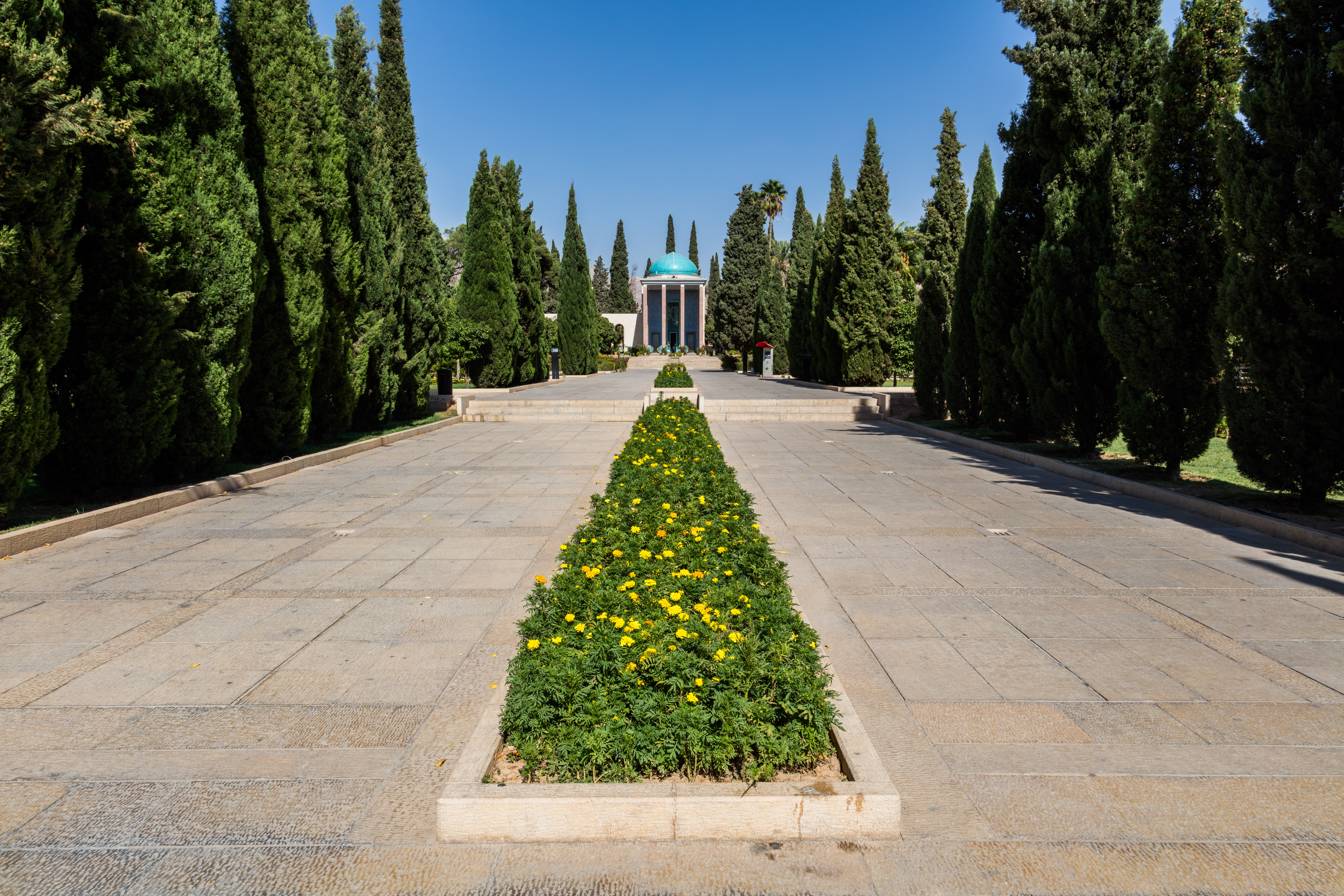
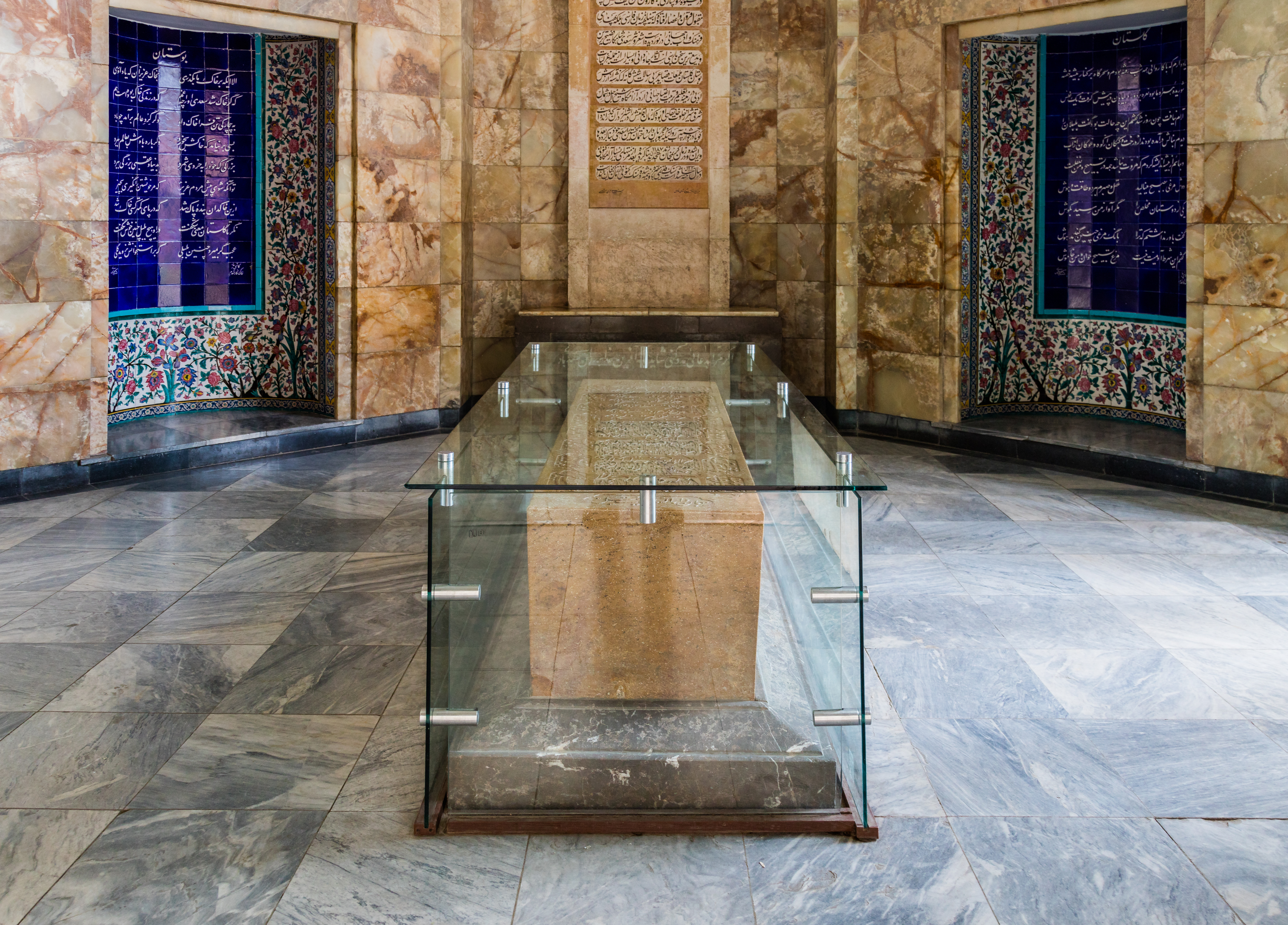
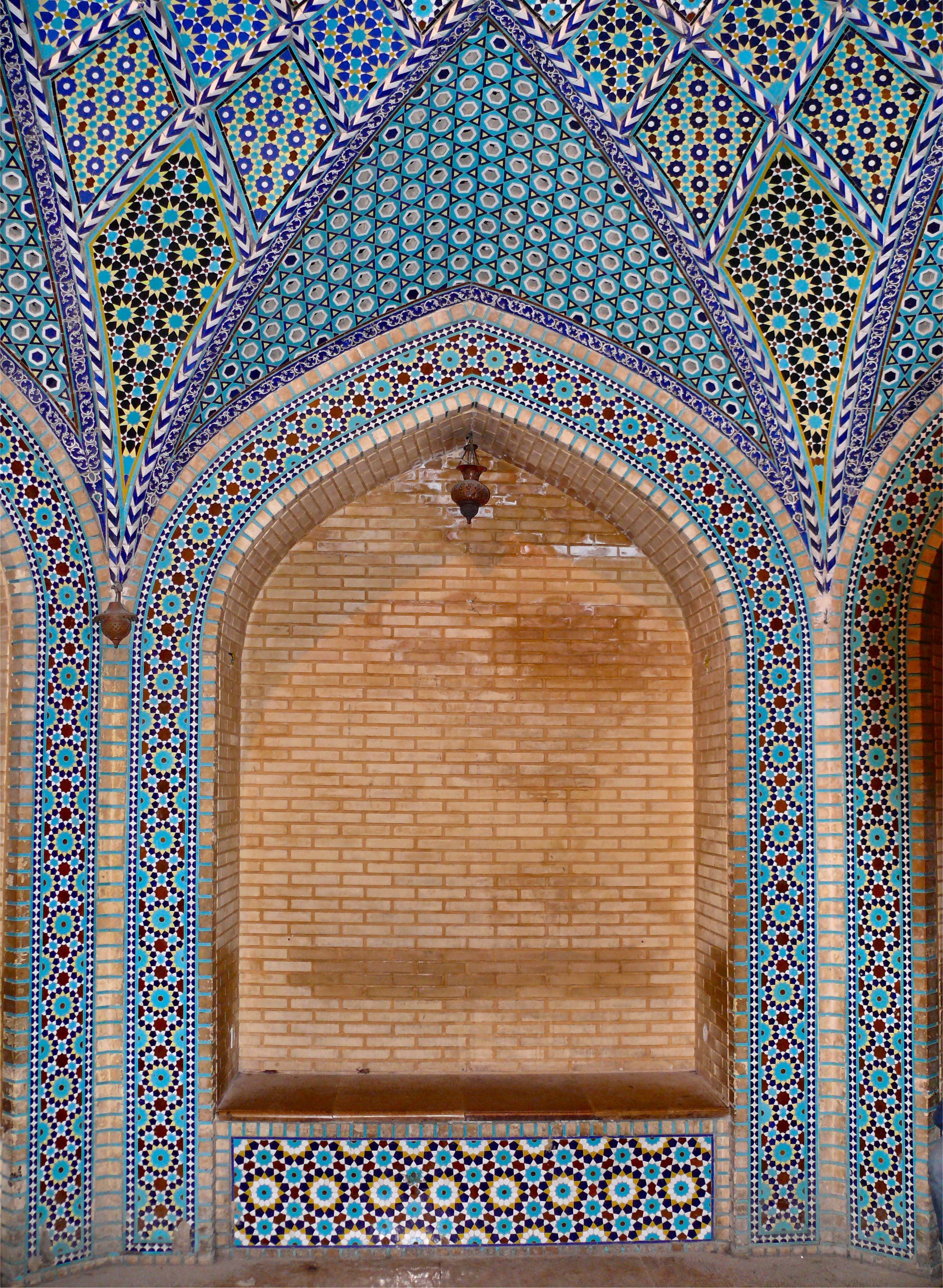
April 2008.
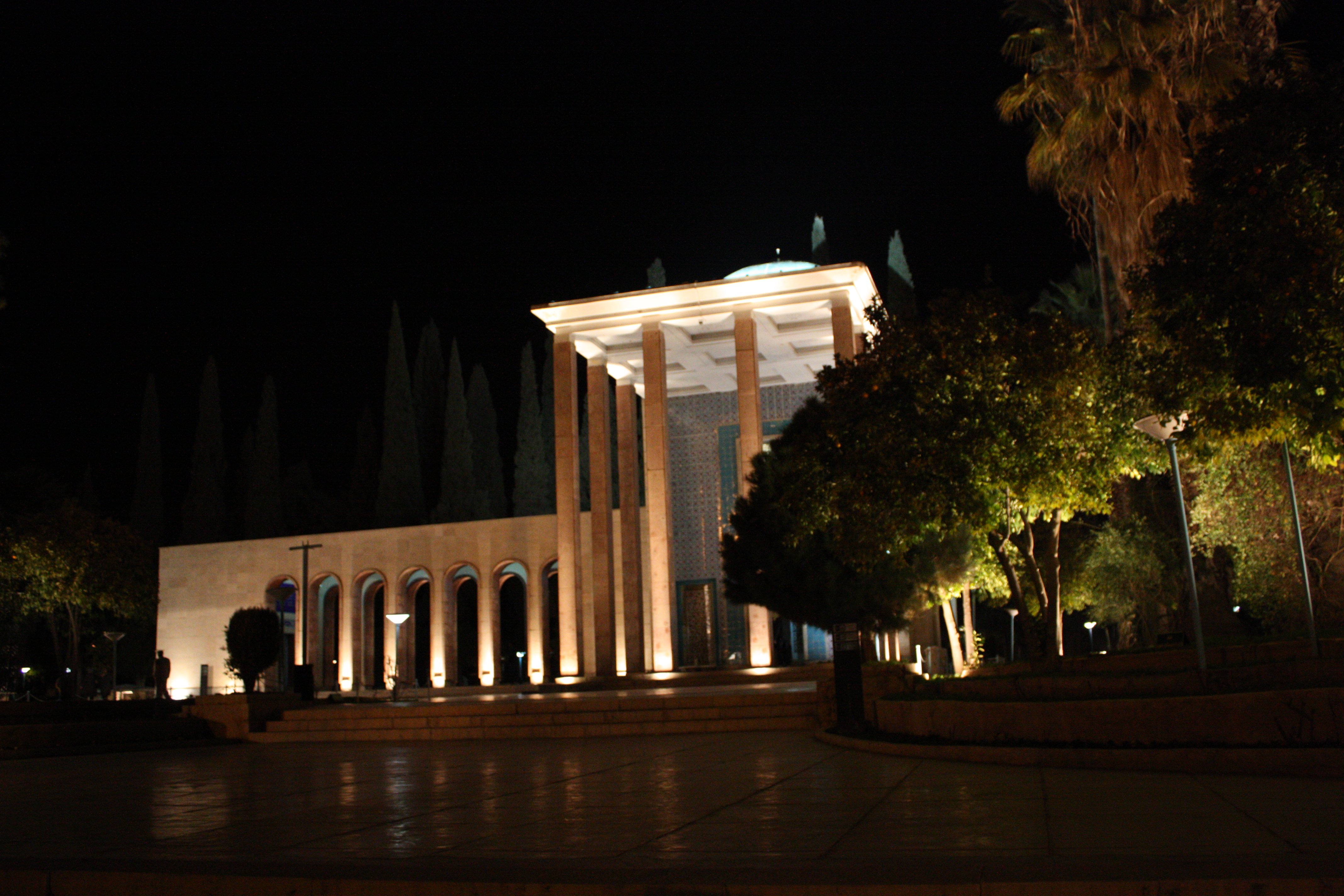
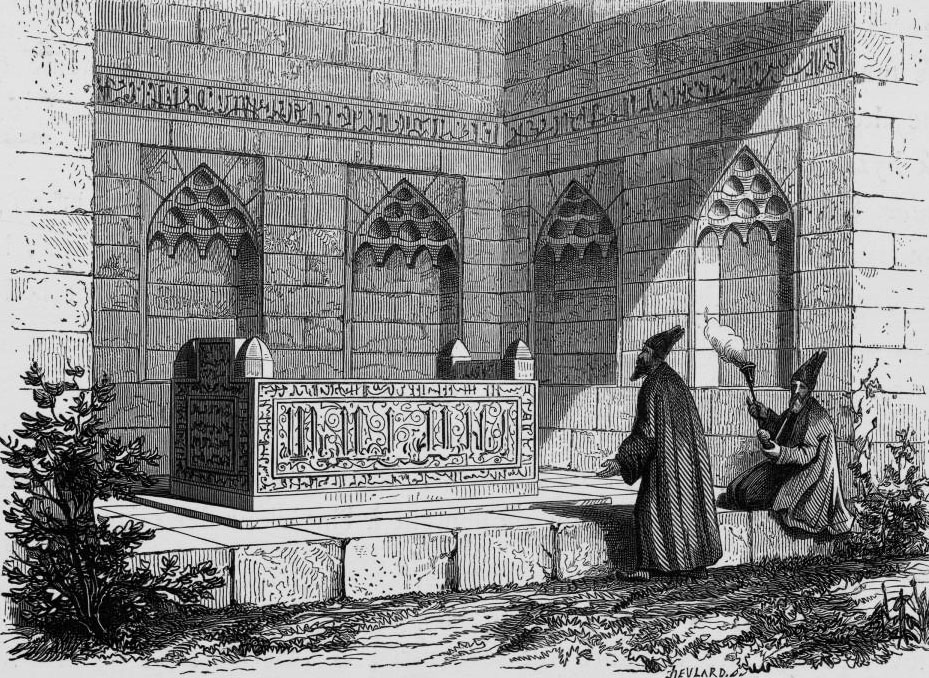
c. 1840.
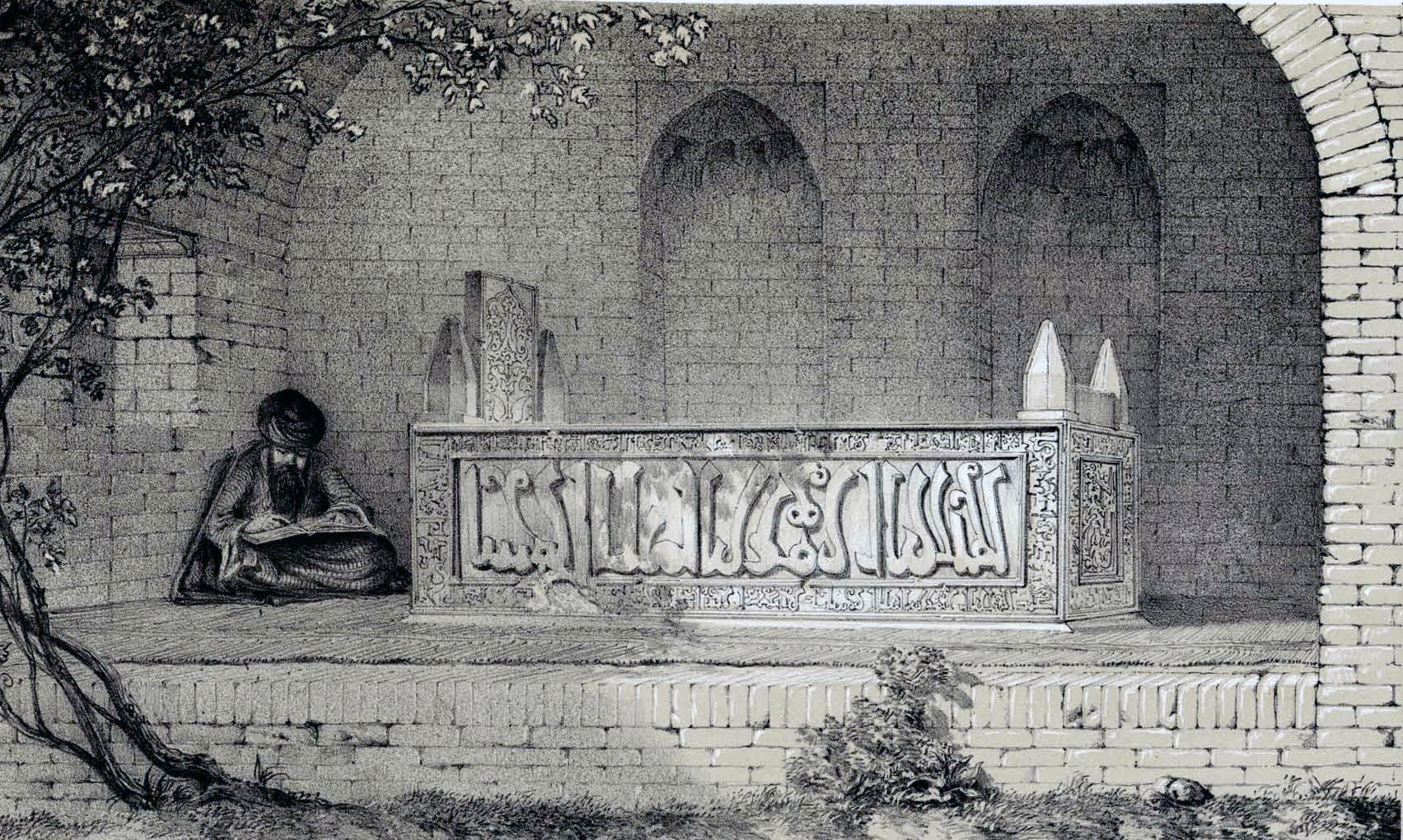
c. 1840, by Eugène Flandin